# Тохтоева, Валентина Платоновна
Валентина Платоновна Тохтоева (род. 13 января 2000 года, Иркутская область) — российская спортсменка, борец вольного стиля. Призёрка чемпионатов России. Мастер спорта.

## Биография
Валентина родилась в посёлке Еланцы, Ольхонского района Иркутской области и начала тренироваться по вольной борьбе c 12 лет в Иркутске, под руководством ее первого тренера Игоря Осодоева.

## Спортивная карьера
В октябре 2017 года выиграла турнир Наталье Воробьевой в Иркутске. В 2018 году стала бронзовой медалисткой первенства России среди юниоров в весе до 72 кг. В марте 2019 года выиграла бронзовую медаль на взрослом чемпионате страны. В апреле 2019 года снова стала третьей на первенстве России среди юниорок. В конце 2022 года стала финалисткой мемориала Миндиашвили в Красноярске. В январе 2023 года выступила на кубке Ивана Ярыгина, но уступила в первом круге Марине Суровцевой. В июне 2023 года на чемпионате России в Дагестане дошла до финала, победив Лилиану Рожину (Якутия), Лейлу Шаманову (Дагестан), Ани Махмудян (Рязанская область) и проиграв снова Марине Суровцевой из Санкт-Петербурга.

## Спортивные достижения
- 2018 Первенство России среди юниоров — ;
- 2019 Первенство России среди юниоров — ;
- 2019 Чемпионат России — ;
- 2023 Чемпионат России — ;

## Личная жизнь
Тохтоева является студенткой Российского государственного университета физической культуры, спорта, молодежи и туризма.